# ICA AG
Internationale Camera Actiengesellschaft (ICA AG) — германская компания, производитель фотоаппаратов и кинопроекторов.

## История
Компания ICA AG была образована в 1909 году путём слияния компаний:
- Hüttig AG[нем.] (основана в 1862 году в Дрездене),
- Kamerawerk Dr. Krügener (Франкфурт-на-Майне),
- Wünsche AG (Рейк, Дрезден),
- Zeiss-Palmos Camerabau (Йена).

Офис компании располагался в Дрездене. Директорами новой компании стали Гвидо Менгель (Guido Mengel) из Hüttig AG и доктор Герман Крюгенер (Hermann Krügener) из Kamerawerk Dr. Krügener. Позднее завод Kamerawerk Dr. Krügener был закрыт. К началу Первой мировой войны ICA AG стал крупнейшим в Европе производителем фотоаппаратов.
В 1926 году компания ICA AG вошла в Zeiss Ikon.

## Продукция
Компания производила фотоаппараты, аксессуары, проекторы слайдов и кинопроекторы.

### Фотоаппараты для фотопластинок
- Polyscop (stereo) — стереофотоаппарат. Размер кадра 6х13 см. Объектив Carl Zeiss Jena Tessar 90 мм f/ 4,5. Экспозиция до 1/150.
- Reflex
- Bébé — производилась с 1906 года. Размер пластинок 4,5х6 см и 6,5х9 см. Объектив Triotar 75 мм f/3,5. Затвор Compur, экспозиция до 1/250.
- Volta
- Orix
- Tropical Favorit
- Maximar
- Lola

### Фотоаппараты

#### Hüttig
- Atom (модель 53U) — производитесь с 1909 по 1925 года. Горизонтальная пластиночная раскладная камера формата 4.5х6. Затвор «Compound» с выдержками 1, 1/2, 1/5, 1/10, 1/25, 1/50, 1/100 и 1/300. Замедлитель выдержек — гидравлический, двухцилиндровый. Видоискатель типа «бриллиант». Наводка на резкость — по матовому стеклу перемещением объектива с затвором при помощи рычажного привода. Объектив «Tessar» (4.5/65).
- Atom B — производились с 1909 года. Размер пластинок 4,5х6 см. Складной мех. Объектив Helios 90 мм f/8. Экспозиция до 1/100. Atom B имел объектив Carl Zeiss Tessar 65 мм f/4,5 и экспозиция до 1/300.
- Aviso — камера магазинного типа. Разновидность камеры коробочного типа — отснятые пластинки падали на дно камеры. Производилась с 1907 года. Размер пластинок 4,5х6 см. Практически ни чем не отличалась от камеры Гном (Gnom) 1895 года. Металлический корпус. Магазин на 6 стеклянных пластин. Выпускалась в нескольких вариантах. Aviso Nr.4 производилась до середины 1920-х годов.
- Lloyd
- Cupido — производились с 1908 года. Размер пластинок 9х12 см. Складной мех. Экспозиция до 1/250.
- Stereolette — Стереофотоаппарат. Складной мех.
- Ideal, Ideal Stereo — производились с 1908 года. Размер пластинок 9х12 см. Складной мех. Объектив мог смещаться относительной оптической оси.
- Toska
- Niklas — производились с 1910 года. Размер пластинок 6х9 см и 9х12 см. Складной мех. Объектив Doppel-Anastigmat Hekla 120 мм f/6,8.
- Nelson
- TRILBY

#### Wünsche
- Juwel
- Reicka
- Sirene 135, Sirene 105 — большая серия фотоаппаратов. Производилась с 1914 года по 1926 год. Складной мех. Sirene 135 — самая распространённая версия. Деревянный корпус. Объектив Extra-Rapid-Aplanat «Helios» 130 мм f/8. Sirene 105 выпускался в версиях с размером кадра 6×9 см и 6,5×9 см. Sirene 135 выпускался в версиях с размером кадра 9×12 см. В 1929 году Zeiss Ikon продолжил выпуск Sirene 135 в трёх вариантах.

#### Dr. Krügener
- Trona

#### Zeiss-Palmos
- Minimum-Palmos, Stereo Minimum-Palmos — Складная камера. Производилась с 1904 года. ICA производила камеры в вариантах с размером кадра: 4,5×6 см, 6,5×9 см, 6×9 см, 3¼×4¼ дюйма, 9×12 см, 4×5 дюйма; панорамные 13×18 см и 9×18 см; стереофотоаппараты 9×12 см и 9×18 см. Штатный объектив Zeiss Tessars f/6,3, фокусные расстояния от 112 до 150 мм. Экспозиция от 1/15 до 1/1000.
- Universal-Palmos

### Для фотоплёнки
- Icarette — Складная камера. Производилась с 1920 года. После 1926 года производилась компанией Zeiss Ikon. Выпускалась в нескольких вариантах с разным размером кадра и разными объективами. Модель Icarette D: размер кадра 2½ × 4¼ дюйма, объективы Carl Zeiss Jena 105 мм f/4,5 Tessar, или Ica Dominar 105 мм f/4,5.

#### Dr. Krügener
- Halloh — Складная камера. Могла фотографировать на плёнку с размером кадра 8х10,5 см, или на фотопластинки размером 9х12 см. Объектив Ica-Novar-Anastigmat 135 мм f/6,8.